# Adélaïde de Valois
Ne doit pas être confondu avec Adèle de Valois.
Adélaïde de Valois est la fille de Raoul IV, comte de Vexin, de Valois et d'Amiens, et d'Adèle de Bar-sur-Aube.

## Biographie
Adélaïde de Valois épousa vers 1060 Herbert IV de Vermandois (° 1032 † 1080), comte de Vermandois. Ils eurent deux enfants :
- Eudes, dit l'insensé, qui fut déshérité par son père ;
- Adélaïde de Vermandois, dame de Vermandois, de Valois et d'Amiens (° v. 1062 - † 1122), mariée :
  - en premières noces, vers 1080 à Hugues Ier de Vermandois (° v. 1057 † 1102), fils du roi de France, Henri Ier et d'Anne de Kiev, sire de Chaumont-en-Vexin[1] (héritage probable de sa femme Adélaïde, dont la famille maternelle avait eu le comté de Vexin, ou dotation par son frère le roi Philippe Ier, le Vexin étant joint à la Couronne depuis 1077 : voir plus loin), fils puîné d'Henri Ier, roi de France et d'Anne de Kiev. Ils eurent un fils, Raoul Ier de Vermandois, comte de Valois, de Vermandois et d'Amiens en partie,
  - en secondes noces, en 1103 à Renaud II de Clermont, comte de Clermont-en-Beauvaisis ; leur fille Marguerite de Clermont-Beauvaisis, fut dame d'Amiens.

En 1077, son frère Simon de Vexin renonça à ses fiefs pour entrer en religion. Ses biens furent partagés entre le roi de France Philippe Ier (pour le Vexin français), l'évêque d'Amiens, et Herbert IV de Vermandois qui reçut le Valois et Amiens par sa femme Adélaïde.

## Discussion
Adélaïde de Valois est parfois présentée comme ayant épousé en secondes noces Thibaud III de Blois, comte de Blois, mais il s'agit là d'une confusion avec sa sœur presque homonyme, Adèle (ou Alix). En effet, Adélaïde épouse Herbert IV vers 1059-1060, et ce dernier ne meurt qu'en 1080. Impossible donc qu'elle soit la même personne qui épouse le comte de Blois vers 1060-1061.